# 西市 (岡山市)
西市（にしいち）は、岡山県岡山市にある地名。2009年4月1日の岡山市政令指定都市移行により、ほぼ全域が南区に属し、一部（850番地、851番地）が北区に存在する。郵便番号は700-0953（南区・北区とも同一、岡山中央郵便局管区）。 

## 地理
岡山駅から約4km南の地区である。国道2号（岡山バイパス）、県道21号岡山児島線が通っており、瀬戸大橋線・宇野線の備前西市駅がある。
そのため沿道にはロードサイド店舗が数多く存在し、地区内には企業の営業拠点も点在している。また、一部にまだ水田が残っているが、マンションやアパートが数多く見受けられる。

### 小・中学校の学区
公立の小・中学校に通学する場合、学区は次のように指定されている。
| 区   | 区域           | 小学校     | 中学校     |
| ---- | -------------- | ---------- | ---------- |
| 北区 | 850番、851番   | 大元小学校 | 桑田中学校 |
| 南区 | 上記を除く全域 | 芳明小学校 | 芳田中学校 |

## 施設
- 備前西市駅
- SOMPOケア岡山オフィス
- ヤマダ電機テックランド岡山本店
- ホームセンタータイム西市店
- レクサス岡山
- 両備ホールディングス 両備テクノカンパニー岡山整備工場、営業本部
- トマト銀行西市支店
- 岡山西市郵便局

## 交通
- JR西日本
  - 瀬戸大橋線・宇野線（岡山駅方面・四国方面）
- 岡山電気軌道（岡電バス）
- 下津井電鉄（下電バス）
- 国道2号岡山バイパス
- 岡山県道21号岡山児島線